# 鹿児島県道512号東原大崎線
鹿児島県道512号東原大崎線（かごしまけんどう512ごう ひがしばるおおさきせん）は、鹿児島県志布志市から曽於郡大崎町に至る一般県道である。

## 概要
鹿児島県志布志市有明町野神から曽於郡大崎町假宿に至る。本路線沿いには2021年（令和3年）7月17日、大崎ICが開通した。

### 路線データ
- 起点：鹿児島県志布志市有明町野神（鹿児島県道523号志布志有明線交点）
- 終点：鹿児島県曽於郡大崎町假宿（大崎上町交差点、国道220号交点）

## 歴史
- 1958年（昭和33年）11月1日 - 一般県道東原大崎線として路線認定[2]。
- 1972年（昭和47年）3月2日 - 「 路線番号決定公告」により東原大崎線の路線番号として512が付番される[3]。

## 地理

### 通過する自治体
- 鹿児島県
  - 志布志市 - 曽於郡大崎町

### 交差する道路
| 交差する道路                          | 市町村名 | 市町村名 | 交差する場所 | 交差する場所          |
| ------------------------------------- | -------- | -------- | ------------ | --------------------- |
| 鹿児島県道523号志布志市有明線         | 志布志市 | 志布志市 | 有明町野神   | 起点                  |
| 大隅中央広域農道 / 大隅グリーンロード | 曽於郡   | 大崎町   | 井俣         |                       |
| E78 東九州自動車道                    | 曽於郡   | 大崎町   | 井俣         | 36 大崎IC             |
| 国道220号                             | 曽於郡   | 大崎町   | 假宿         | 大崎上町交差点 / 終点 |

### 沿線
- 大崎町中央運動公園
- 大崎町立大崎中学校